# MLS Reserve Division
La MLS Reserve Division est une ligue professionnelle de football nord-américaine organisée par la Major League Soccer qui voit s'affronter les équipes réserves des clubs de la ligue élite.
La MLS Reserve Division a été créée en 2005. Elle a été arrêtée à la fin de la saison 2008 avant d'être relancée en 2011 pour s'interrompre après la saison 2014. En 2013 et 2014, la MLS Reserve Division est associée à l'USL Pro.

## Format de la compétition en 2012
Les 19 équipes de MLS sont représentées dans cette compétition mais contrairement à la ligue élite sont regroupées en trois conférences :
| Eastern                         | Central/Mountain         | Western                       |
| ------------------------------- | ------------------------ | ----------------------------- |
| Columbus Crew Reserves          | Chicago Fire Reserves    | Chivas USA Reserves           |
| D.C. United Reserves            | Colorado Rapids Reserves | Los Angeles Galaxy Reserves   |
| Réserve de l'Impact de Montréal | FC Dallas Reserves       | Portland Timbers Reserves     |
| New England Revolution Reserves | Houston Dynamo Reserves  | San Jose Earthquakes Reserves |
| New York Red Bulls Reserves     | Real Salt Lake Reserves  | Seattle Sounders Reserves     |
| Philadelphia Union Reserves     | Sporting K.C. Reserves   | Vancouver Whitecaps Reserves  |
| Toronto FC Reserves             |                          |                               |

Chaque équipe joue 10 matchs dans la saison et rencontre 2 fois aller/retour les 5 autres réserves de sa conférence. Dans la conférence Eastern, les réserves ne jouent pas 2 fois contre chacune des 6 autres équipes de la division pour ne participer qu'à 10 matchs dans la saison.

## Accord avec l'USL Pro et format 2013
En 2013, 4 équipes de MLS ne sont pas représentées en Reserve League mais ont un accord particulier avec des équipes d'USL Pro pour leur prêter au moins 4 joueurs toute la saison. Il s'agit de :
- Sporting Kansas City avec Orlando City SC
- Union de Philadelphie avec les Harrisburg City Islanders
- DC United avec les Kickers de Richmond
- Revolution de la Nouvelle-Angleterre avec les Rhinos de Rochester

## Palmarès
| Saison | Vainqueur                   | Second                          | Nb d'équipes |
| ------ | --------------------------- | ------------------------------- | ------------ |
| 2005   | DC United Reserves          | MetroStars Reserves             | 12           |
| 2006   | Colorado Rapids Reserves    | Kansas City Reserves            | 12           |
| 2007   | Colorado Rapids Reserves    | Chivas USA Reserves             | 13           |
| 2008   | Houston Dynamo Reserves     | Kansas City Reserves            | 14           |
| 2011   | Columbus Crew Reserves      | Seattle Sounders Reserves       | 18           |
| 2012   | Columbus Crew Reserves      | Réserve de l'Impact de Montréal | 19           |
| 2013   | Los Angeles Galaxy Reserves | Houston Dynamo Reserves         | 15           |
| 2014   | Chicago Fire Reserves       | Seattle Sounders Reserves       | 8            |